# Merindad de Tudela
La merindad de Tudela llamada históricamente merindad de la Ribera, es una de las cinco merindades en que históricamente se ha dividido la Comunidad Foral de Navarra (España) y cuya cabeza de merindad es la ciudad de Tudela. Su término coincide con el partido judicial homónimo. La merindad engloba a 23 municipios y 2 facerías (Bardenas Reales y la facería 106) teniendo una superficie total de 1526,7 km². Su población en 2017 fue de 97 457 habitantes (INE).

## Geografía física

### Situación
La merindad se encuentra situada al sur de la Comunidad Foral de Navarra dentro la región geográfica de la Ribera de Navarra. Limita al norte con la merindad de Olite y la de Sangüesa; al este con la provincia de Zaragoza, en la comunidad autónoma de Aragón; al sur, con la provincia de Zaragoza y la comunidad autónoma de La Rioja y al oeste y con la de merindad de Olite y la La Rioja.

### Clima
El clima de la merindad es de tipo Mediterráneo Continental y se caracteriza por tener inviernos fríos, veranos calurosos y precipitaciones escasas alcanzando unos valores anuales de 350 a 500 mm, además de estar intermensualmente mal distribuidas. El cierzo (viento frío del norte) sopla frecuentemente y de forma intensa y la evapotranspiración potencial alcanza unos valores entre 700 y más de 800 mm anuales. El índice de aridez es alto sobre todo en los meses de verano.

### Flora y fauna
Desde el punto de vista geobotánico y agrológico pertenezca al mundo mediterráneo. Su vegetación autóctona estaría formada por carrascos, coscojares y pinos carrascos, aunque la acción antropica ha reducido está a unos pocos rodales de pino carrasco localizados en Rada, Vedado de Eguaras, La Negra) y a matorrales termófilos y yermos xerofílicos allí donde la tierra no está cultivada. La repoblación forestal solo ha tenido cierta importancia en Fitero, Arguedas y Valtierra, y se ha hecho principalmente con pino carrasco.

## Demografía

### Evolución de la población
| Gráfica de evolución demográfica de Merindad de Tudela entre 2003 y 2014 |
|                                                                          |
| Población según los padrones municipales publicados por el INE           |

## Localidades de la merindad
Seguidamente se relatan por orden alfabético los distintos municipios, concejos y otros lugares de la Merindad de Tudela de Navarra, que corresponde con el partido judicial homónimo.
| Localidad       | Municipio   | Cat. administrativa                  | Cat. histórica            | Población 2017 |
| --------------- | ----------- | ------------------------------------ | ------------------------- | -------------- |
| Ablitas         | Ablitas     | Sede del ayuntamiento Lugar habitado | villa                     | 2514           |
| Arguedas        | Arguedas    | Sede del ayuntamiento Lugar habitado | villa                     | 2300           |
| Bardenas Reales |             | comunidad                            | facería                   | 0              |
| Barillas        | Barillas    | Sede del ayuntamiento Lugar habitado | villa                     | 218            |
| Buñuel          | Buñuel      | Sede del ayuntamiento Lugar habitado | villa                     | 2232           |
| Cabanillas      | Cabanillas  | Sede del ayuntamiento Lugar habitado | villa                     | 1366           |
| Cadreita        | Cadreita    | Sede del ayuntamiento Lugar habitado | villa                     | 2028           |
| Carcastillo     | Carcastillo | Sede del ayuntamiento Lugar habitado | villa                     | 2117           |
| Cascante        | Cascante    | Sede del ayuntamiento Lugar habitado | ciudad                    | 3780           |
| Castejón        | Castejón    | Sede del ayuntamiento Lugar habitado | lugar                     | 4116           |
| Cintruénigo     | Cintruénigo | Sede del ayuntamiento Lugar habitado | villa                     | 7839           |
| Corella         | Corella     | Sede del ayuntamiento Lugar habitado | ciudad                    | 7640           |
| Cortes          | Cortes      | Sede del ayuntamiento Lugar habitado | villa                     | 3137           |
| Figarol         | Carcastillo | concejo                              | lugar                     | 374            |
| Fitero          | Fitero      | Sede del ayuntamiento Lugar habitado | villa                     | 2034           |
| Fontellas       | Fontellas   | Sede del ayuntamiento Lugar habitado | villa                     | 963            |
| Fustiñana       | Fustiñana   | Sede del ayuntamiento Lugar habitado | villa                     | 2466           |
| La Oliva        | Carcastillo | Lugar habitado                       | monasterio                | 13             |
| Mélida          | Mélida      | Sede del ayuntamiento Lugar habitado | villa                     | 718            |
| Monteagudo      | Monteagudo  | Sede del ayuntamiento Lugar habitado | villa                     | 1078           |
| Murchante       | Murchante   | Sede del ayuntamiento Lugar habitado | lugar                     | 3944           |
| Ribaforada      | Ribaforada  | Sede del ayuntamiento Lugar habitado | villa                     | 3704           |
| Tudela          | Tudela      | Sede del ayuntamiento Lugar habitado | ciudad cabeza de merindad | 35 298         |
| Tudilén         | Fitero      | despoblado                           | ruinas                    | 0              |
| Tulebras        | Tulebras    | Sede del ayuntamiento Lugar habitado | lugar                     | 123            |
| Valtierra       | Valtierra   | Sede del ayuntamiento Lugar habitado | villa                     | 2384           |
| Villafranca     | Villafranca | Sede del ayuntamiento Lugar habitado | villa                     | 2845           |